# Distretto di Kara-Suu
Il distretto di Kara-Suu (in kirghiso Кара-Суу району?, Kara-Suu rayonu) è un distretto (raion) del Kirghizistan con  capoluogo Kara-Suu.